# Roman scientifique

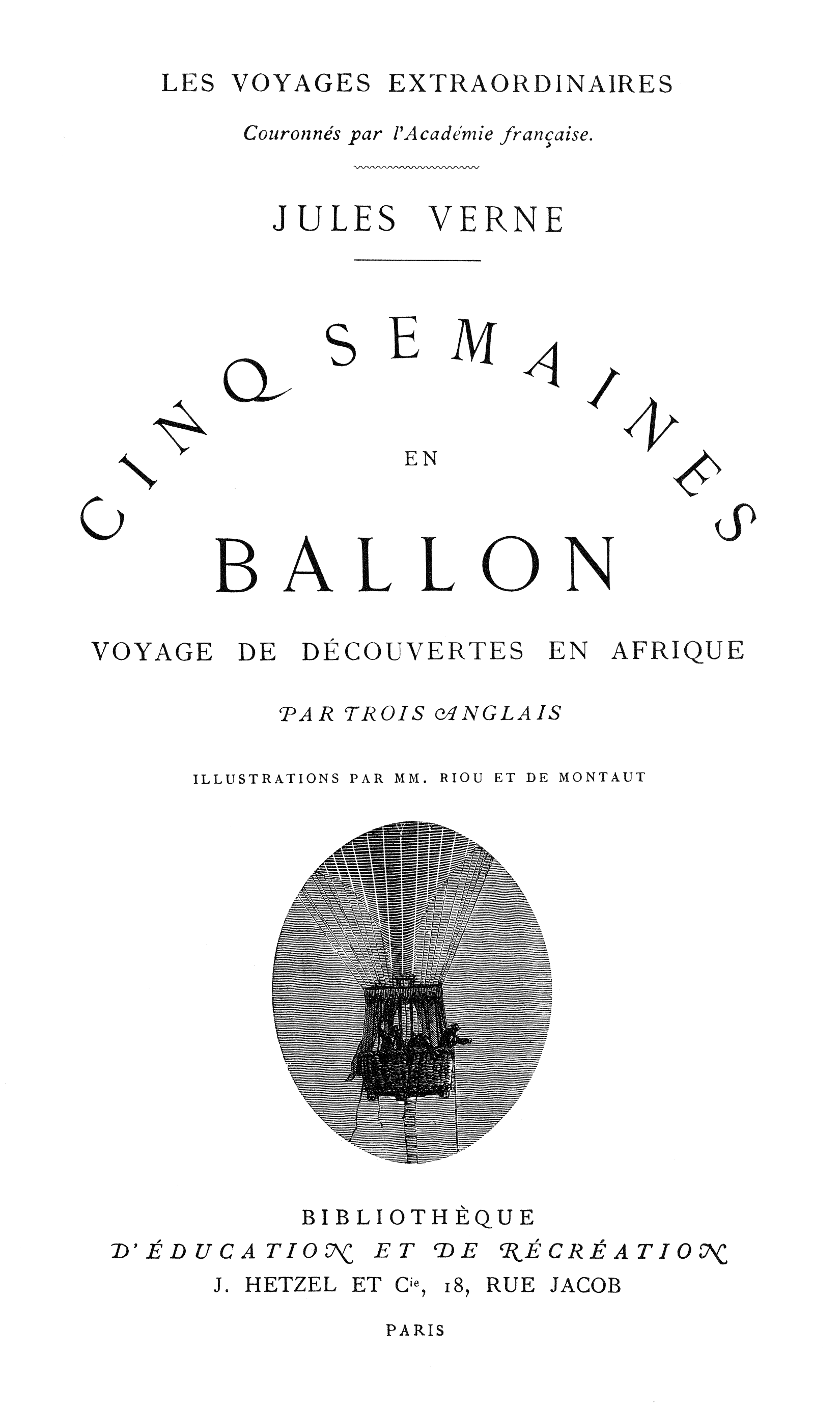
Le roman Cinq Semaines en ballon paru en 1863 inaugure la collection des Voyages extraordinaires du romancier scientifique Jules Verne.

Le roman scientifique est un genre littéraire qui apparaît au milieu du XIXe siècle en France et en Grande-Bretagne sous l'appellation de scientific romance.
Popularisé par l'écrivain français Jules Verne, puis par ses confrères britanniques Arthur Conan Doyle et H. G. Wells, le roman scientifique se donne pour objectif de transmettre à un large public, des savoirs scientifiques et techniques, par le biais de la forme romanesque. Néanmoins, loin de constituer un genre homogène, ce genre recouvre un grand nombre d'espèces génériques, tel que le roman d'aventures, la littérature de l'imaginaire, la littérature utopique ou encore l'anticipation.
Bien qu'il soit aujourd'hui apparenté à la science-fiction, le roman scientifique n'est pas forcément prospectif — comme l'est par exemple le roman merveilleux-scientifique qui se développe à partir de la fin du XIXe siècle —, mais se distingue au contraire par son application à mettre au cœur du récit les connaissances scientifiques, l'expertise technologique et la pensée logique, en particulier dans les situations périlleuses.

## Définition
La définition du roman scientifique reste difficile à établir dans la mesure où ce genre s'est, non seulement, régulièrement renouvelé depuis son apparition au milieu du XIXe siècle, mais de plus, son appellation n'a jamais fait l'unanimité chez les commentateurs de fiction scientifique. En effet, ces derniers ont diversement utilisé les termes de « merveilleux-scientifique », « roman à hypothèse », « littérature chimérique », « littérature extraordinaire », « littérature d'anticipations » en fixant leur propre définition, avant que toutes ces littératures soient englobés par les historiens de la science-fiction du XXe siècle comme une « proto science-fiction ».
Néanmoins, le roman scientifique garde certains traits propres, tels que sa vocation à transmettre des savoirs à un public large — autrement dit instruire les classes populaires. C'est pourquoi, il n'est pas forcément une littérature de l'imaginaire dans laquelle l'auteur extrapole les technologies à venir, mais au contraire il met l'accent sur les connaissances scientifiques et sur la pensée logique qui les conçoivent.
Cette pédagogie scientifique recouvre par ailleurs une dimension utopiste, en particulier chez Jules Verne et Camille Flammarion, qui portent sur le progrès scientifique un regard optimiste.

## Historique
À partir du XVIIe siècle, la science et la littérature amorcent un processus d'autonomisation qui aboutit à une stricte séparation entre les deux domaines, qui ne cesse de s'accentuer au fil des siècles. C'est dans ce contexte d'organisation du savoir que l'expression « roman scientifique » apparaît dans la seconde moitié du XVIIIe siècle, afin de désigner justement le mélange des deux genres : des idées scientifiques qui ne sont en réalité que des fantaisies savantes.
À partir des années 1860, l'expression, de plus en plus usitée, sert à désigner des œuvres de fiction qui mettent en récit les connaissances scientifiques, notamment celles de Léon Gozlan, d'Henri Rivière et, naturellement, de Jules Verne, dont les romans apparaissent, pour ses contemporains, comme un nouveau genre romanesque.
En 1865, l'échec commercial du roman Un habitant de la planète Mars de Henri de Parville — à l'origine un canular journalistique publié le quotidien Le Pays qui est un prétexte pour présenter de nombreuses disciplines scientifiques — a pu inciter son éditeur Pierre-Jules Hetzel, qui est également celui de Jules Verne, à modérer la part prospective des romans scientifiques qu'il publiait.
Au cours des années 1880, ce genre romanesque entre en concurrence pour l'emploi de l'appellation « roman scientifique » avec ceux de l'écrivain Émile Zola. En effet, parce qu'il employait une méthode scientifique dans l'analyse psychologique de ses personnages, les romans naturalistes de Zola sont également qualifiés par certains critiques de romans scientifiques.
Néanmoins, le modèle vernien du roman scientifique connaît un grand retentissement et précède l'apparition de nombreuses autres fictions scientifiques dans la littérature occidentale. Ainsi, outre le travail éditorial de Pierre-Jules Hetzel, le rédacteur en chef de la revue La Science illustrée, Louis Figuier, joue également un rôle important dans la diffusion du roman scientifique, en publiant des récits de Jules Verne, Camille Flammarion, Louis Boussenard. Ainsi, l'astronome Camille Flammarion se fait également prolifique vulgarisateur depuis les années 1860, en mettant en fiction des idées scientifiques à des fins didactiques (Les Habitants de l’autre monde en 1862 et surtout Uranie en 1889 et La Fin du monde en 1894). À travers ses romans préhistoriques, J.-H. Rosny aîné adopte lui aussi une démarche de romancier scientifique.
À l'image de Jules Verne, de nombreux écrivains reprennent le concept des « Voyages extraordinaires » usant du même format narratif, à savoir « apprendre en voyageant », à l'instar des « Voyages excentriques » de Paul d'Ivoi. Ces récits, bien qu'usant de pédagogie scientifique, se rattachent également à la catégorie des romans d'aventures. Destinés principalement à la jeunesse, ils sont extrêmement prolifiques en France de la fin du XIXe siècle à la Première Guerre mondiale. Parce qu'il s'adresse surtout aux plus jeunes ou aux classes populaires, ce genre est rapidement considéré comme une littérature d’amusement et d’instruction extrascolaire. En outre, étant rarement des scientifiques de métier, les « romanciers scientifiques » privilégient la vulgarisation à la rigueur, accentuant ainsi cette marginalisation littéraire. Malgré — ou à cause — de son succès populaire, Jules Verne lui-même n'obtient une véritable reconnaissance académique qu'à titre posthume.
Classés péjorativement comme une paralittérature, les romans scientifiques sont concurrencés dans la catégorie de la littérature scientifique par les manuels, les ouvrages de vulgarisation et les essais. Et hormis ceux de l'écrivain Bernard Werber, les romans scientifiques ne rencontrent que rarement de succès commerciaux en France à partir de la seconde moitié du XXe siècle.

## Scientific romance
En parallèle à son développement en France, le genre se déploie également en Grande-Bretagne sous l'étiquette de « scientific romance » autour d'écrivains tels que H. G. Wells et Arthur Conan Doyle.
Cependant à la différence du roman scientifique francophone, la scientific romance s'intègre plus dans une fiction prospective, puisque ses tenants cherchent à explorer et spéculer sur les nouveautés scientifiques et technologiques. C'est ainsi qu'en 1895, Wells publie le roman La Machine à explorer le temps dans lequel il imagine une machine permettant à un voyageur de visiter le futur de l'humanité. Celle-ci, divisée en deux espèces ayant évolué séparément, les Éloïs et les Morlocks, est l'occasion pour l'auteur de présenter les conséquences des manipulations biologiques. Trois ans plus tard, dans La Guerre des mondes, le récit de l'invasion de la Terre par les Martiens est le prétexte pour présenter les innovations et l'application des hypothèses scientifiques formulées à la fin du XIXe siècle.